# 北陸製薬
北陸製薬株式会社（ほくりくせいやく）は、かつて存在した日本の製薬会社。

## 概要
1920年創業。東証1部、大証1部、名証1部に上場していた。自社で研究開発を行い、呼吸器用薬、消化器用薬、抗菌剤等を主力としていた。
経営上の問題により、1996年に独BASFの傘下入り。2001年、BASFの医薬品事業部門（Knoll AG）の売却に伴い、米アボット・ラボラトリーズの傘下となった。2003年に国内で同じアボット・ラボラトリーズの傘下であったダイナボット株式会社と合併し、アボットジャパンを経て、2015年11月、株式会社マイラン社によるアボットの一部事業の統合に伴い、マイランEPD合同会社として事業を開始した。
福井県勝山市にあった本社、研究所は閉鎖されたが、生産工場はマイランEPD合同会社へ移管され同社の勝山事業所となった後、2023年に勝山ファーマとして分離・独立し稼動を継続している。

## 沿革
- 1920年 - 北陸衛生化学実験所創業。
- 1959年 - 北陸製薬株式会社設立。
- 1966年 - 猪野口工場ならびに本社研究所設置。
- 1992年 - 新中央研究所ならびに本社棟建設。
- 1996年 - 独BASFの傘下となる。
- 2001年 - BASFの医薬品事業部門の売却に伴い、米アボット・ラボラトリーズ傘下となる。
- 2003年2月 - ダイナボット株式会社と合併し、アボットジャパンアボットジャパン株式会社となる。
- 2015年11月 - マイラン製薬株式会社によるアボットの一部事業の統合に伴い、マイランEPD合同会社として事業を開始した。